# Umocnienie Małe Twierdzy Zegrze

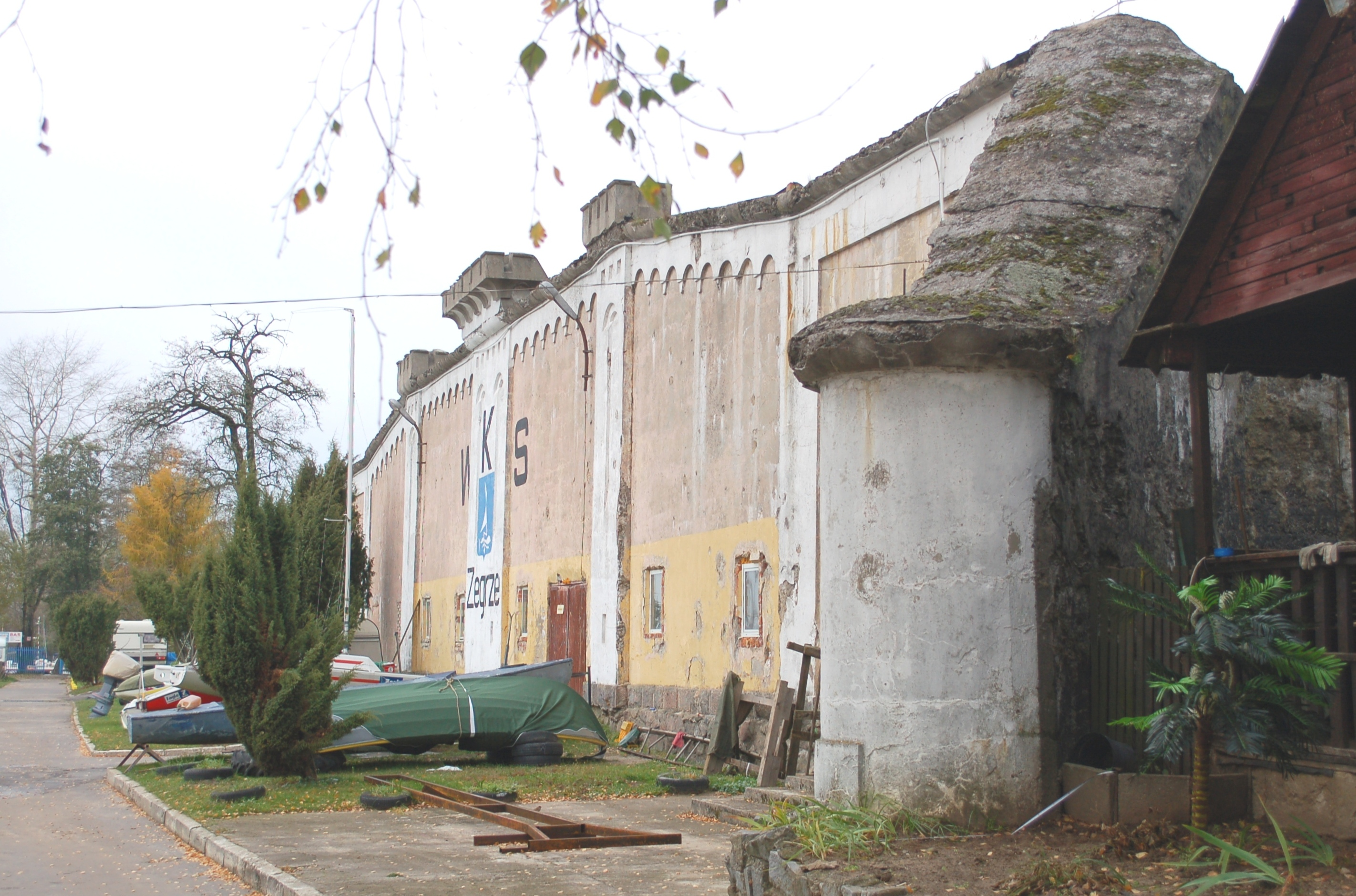
Umocnienie Małe Twierdzy Zegrze

Położenie Umocnienia Małego w Twierdzy Zegrze

Umocnienie Małe (Fort „Karlinek”) – jeden z fortów rosyjskiej Twierdzy Zegrze.